# Danio margaritatus
Danio margaritatus é uma espécie de Actinopterygii da família Cyprinidae. Também conhecido como Danio Galaxy, Danio Celeste Perolado, Celestichthys Margaritatus, Microrasbora Galaxy e Rásbora Galaxy. Este ciprinídeo é nativo de Myanmar, Ásia. Até o momento, foi encontrado apenas em uma área muito pequena perto de Hopong, a leste do Lago Inle, a uma altitude de mais de 1.000 m (3.400 pés). O seu habitat faz parte da bacia do Rio Salween, nomeadamente os rios Nam Lang e Nam Pawn. Descoberta em agosto de 2006, a espécie apareceu rapidamente no comércio de aquários, onde seu tamanho pequeno e cores brilhantes o tornaram um sucesso instantâneo.

## Descrição

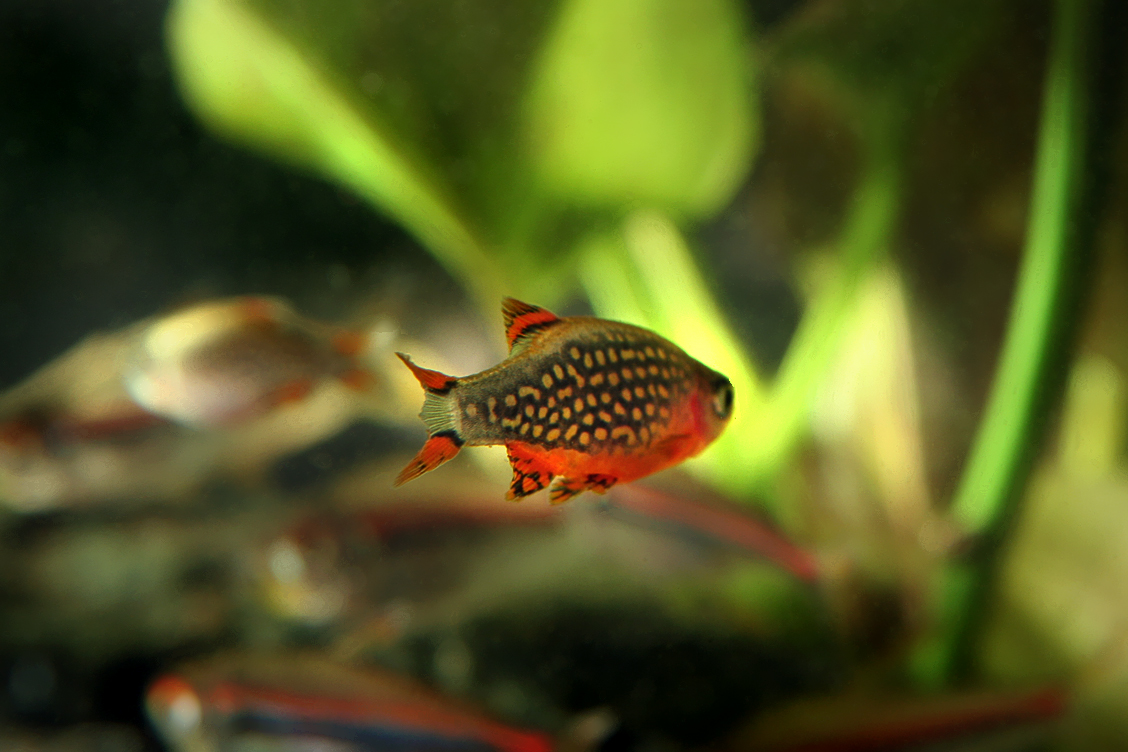
Exemplar masculino

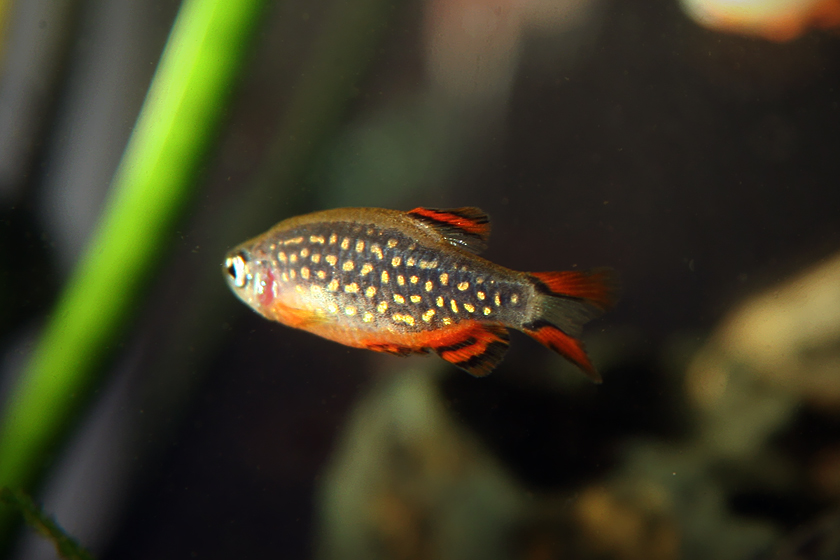
Exemplar masculino

Trata-se de um Danioninae pequeno e rechonchudo, com um focinho marcadamente rombudo, medindo apenas 2 a 2,5 cm de comprimento padrão. O corpo tem cerca de três vezes sua altura. De forma geral, assemelha-se ao Danio erythromicron mais do que qualquer outra espécie conhecida.
Esta espécie mostra algum dimorfismo sexual: os machos têm uma cor de fundo azul brilhante (verde azul esverdeado nas fêmeas) e suas barbatanas são mais coloridas. A extremidade da cauda de seus corpos (o pedúnculo caudal) também é maior do que nas fêmeas. O corpo é polvilhado com pequenos pontos perolados. O dorso é verde-bronzeado, e a barriga feminina é branca amarelada. As coberturas branquiais são transparentes, deixando as brânquias vermelho-sangue se sobressaírem.

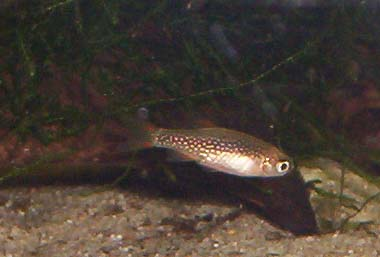
Fêmea adulta

Os machos exibem de maneira proeminente suas barbatanas díspares para co-específicos. Todas as barbatanas, exceto as peitorais, mostram duas linhas pretas paralelas com uma área vermelha brilhante no meio; na barbatana caudal, esse padrão está presente duas vezes (uma vez em cada lobo) e a faixa preta externa é vestigial. As fêmeas têm uma versão mais fraca do padrão apenas na cauda e nas barbatanas dorsais, às vezes também na barbatana anal.

Um macho que corteja desenvolve uma barriga vermelha e os flancos ficam mais claros e escuros, fazendo com que as manchas peroladas se destaquem ainda mais, com as costas parecendo mais pálidas que as laterais e também se destacando. Uma fêmea em idade reprodutiva pode ser reconhecida por um ponto anal preto que separa a cor da barriga da base uniformemente avermelhada da nadadeira anal. O macho tem uma pequena almofada preta nas bordas da mandíbula, que está ausente ou reduzida nas fêmeas. Peixes jovens mostram alguma indicação de um padrão listrado, que eventualmente se decompõe em pontos perolados.

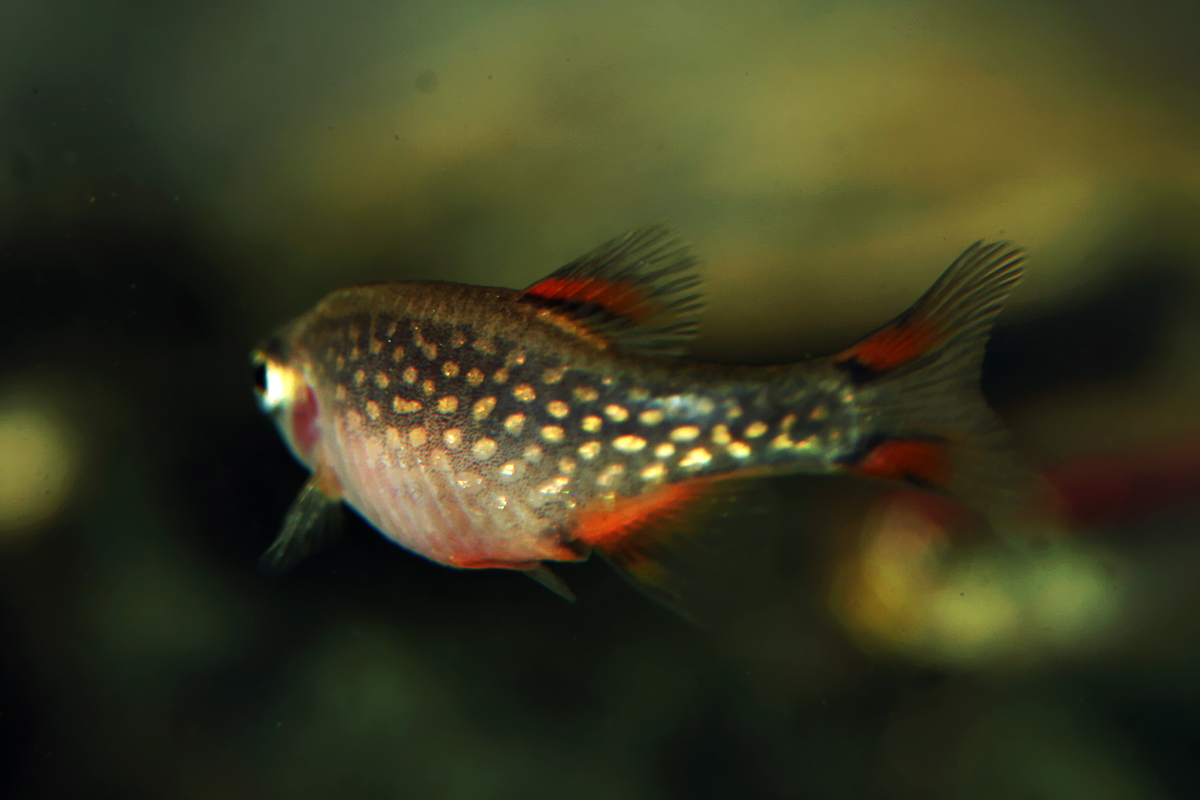
Exemplar feminino

## Sistemática e taxonomia
Inicialmente, o Danio Celeste Perolado foi classificado como um membro do gênero Microrasbora, devido à sua semelhança com o "Microrasbora" erythromicron. Menos de um ano após a descoberta do Danio Celeste Perolado, o mesmo foi descrito cientificamente e recebeu o nome de gênero Celestichthys. Em 2008, um estudo mais abrangente mostrou que a Danio Celeste Perolado  era membro do gênero Danio, com Danio erythromicron e Danio choprae como parentes mais próximos.

## Ecologia
O peixe vive em pequenos lagos criados pela infiltração de água subterrânea ou transbordamento de pequenos riachos ou nascentes. A temperatura da água em janeiro é bastante baixa (22–24° C), mas como o habitat é muito raso, aquece rapidamente durante períodos de calor, portanto D. margaritatus provavelmente é tolerante a temperaturas acima dos 20 graus. Como na maioria dos corpos d'água na drenagem do Lago Inle, a água é levemente alcalina. O habitat é fortemente vegetado com Hydrocharitaceae semelhante ao Elodea.
O Danio Celeste Perolado partilha o seu habitat com muito poucas espécies de peixes: um Microrasbora semelhante à M. rubescens, um rosado cadoz (Yunnanilus), e a "cabeça de cobra anã" Channa harcourtbutleri.  A última espécie, presumivelmente, é o único predador significativo de D. margaritatus.
A espécie é pescada localmente para alimentação. É comprado seco como fonte de proteína por pessoas pobres. Uma lata de cerca de 500 D. margaritatus vendida como alimento valia cerca de 25 kyat (cerca de 2 libras esterlinas / 3,9 US$ / 2,7 EUR) antes que o peixe fosse descoberto para o comércio de peixes ornamentais.

### Reprodução
O comportamento de desova tem consequências significativas para a criação em aquários. O Danio Celeste Perolado parece estar adaptado a habitats um tanto efêmeros. Eles produzem pequenos lotes de cerca de 30 ovos por desova. O tempo entre desovas é desconhecido no momento. Os ovos não são espalhados livremente na água, mas também não são depositados em superfícies previamente preparadas; ao contrário, são depositados escondidos na vegetação como um lote solto. Os machos procuram e tentam defender um pedaço de vegetação densa. Embora a natação de busca tenha sido observada, ela não parece estar diretamente ligada ao ato real de reprodução em que o macho se exibe com uma fêmea que passa e testa sua prontidão com uma breve perseguição. O par então se move para o substrato e deposita os ovos. Outros machos que percebem a reprodução tentarão seguir o par acasalado para tentar fertilizar os óvulos com seu próprio esperma ou comê-los.
Entre 24 e 25°C, os alevinos eclodem após 3 a 4 dias. Eles são escuros e enigmáticos inicialmente e por cerca de três dias após a eclosão, escondem-se entre o substrato e os detritos e são muito difíceis de ver. Posteriormente, tornam-se mais leves e começam a nadar livremente e a se alimentar por conta própria. Cerca de 8 a 10 semanas após a eclosão, elas sofrem metamorfose para a forma adulta, e o padrão de cores começa a aparecer a partir da 12ª semana.

## Status e Conservação
Seis meses após seu aparecimento no comércio de aquários, a espécie foi falsamente relatada como se tornando tão rara, que os colecionadores estavam obtendo apenas "algumas dezenas de peixes por dia". Inicialmente, apenas um pequeno número de aquaristas conseguiu criar o peixe com sucesso, enquanto quase todos os peixes oferecidos para venda foram capturados na natureza. A preocupação (infundada) sobre as populações selvagens levou a revista britânica de criação de peixes Practical Fishkeeping a solicitar que apenas os aquaristas preparados para criar os peixes comprassem qualquer peixe que eles vissem à venda, para reduzir a pressão sobre os estoques selvagens, diminuindo a demanda por eles no Reino Unido. Como a espécie parece adaptada para viver e colonizar pequenas poças, possivelmente efêmeras, parecia não ser muito capaz de suportar exploração prolongada e intensa - se o estoque em todos os lagos de um local é totalmente pescado, não está claro até que ponto os peixes poderiam recolonizá-los. Por outro lado, se apenas parte de uma subpopulação local for removida, os lagos dos quais todos os Danios Celestes Perolados foram removidos provavelmente serão recolonizados com uma população saudável novamente após um ano ou mais.
Os terríveis avisos relatados por Clarke, no final de 2007, foram considerados infundados. O Danio Celeste Perolado é prolífico, gerando "quase todos os dias", fazendo com que os tanques que se pensavam vazios sejam totalmente reabastecidos alguns meses depois, à medida que os filhotes eclodem, crescem e se reproduzem rapidamente.
O governo de Mianmar proibiu as exportações do peixe em fevereiro de 2007. No entanto, um inquérito às autoridades de Myanmar sobre a espécie descobriu populações de peixes em pelo menos "cinco locais ao redor de Hopong". Atualmente, o peixe é criado em cativeiro em todo o mundo comercialmente e por entusiastas, reduzindo o preço da sua alta inicial de US$ 20 ou mais por peixe para cerca de US$ 4 cada.

## No aquário
O Danio Celeste Perolado é um peixe pouco exigente se seus requisitos básicos estiverem sendo atendidos. Parece bastante resistente, mas obviamente prospera melhor em água razoavelmente macia e ligeiramente alcalina a uma temperatura não muito alta - condições que geralmente podem ser atendidas com água da torneira tratada. Ele não requer muito espaço, pois não é um nadador muito ativo e não é um peixe de cardume, o que significa que não requer um grande número da mesma espécie para seu bem-estar. Em um aquário de cerca de 50 litros, um grupo de seis exemplares - metade macho e metade fêmea - se sairá bem e exibirá comportamento natural. Eles tendem a ser bastante estacionários, pairando em uma posição peculiar nos lugares favoritos; machos e fêmeas tendem a se manter separados quando em repouso. No total, seu comportamento se assemelha a Danio erythromicron mais do que outros peixes.

Os aquários para os Danios Celestes Perolados devem ser bem plantados e a luz do dia direta pode ser favorável (o habitat natural é tão raso que fica bem iluminado). As plantas devem ser abundantes. Devem ser fornecidas pedras e madeira para criar esconderijos. É aconselhável fornecer ao peixe uma planta adequada para desova (o Musgo de Java foi usado com sucesso). Um denso emaranhado de plantas naturais para desova tem a vantagem adicional de abrigar protistas nos quais os alevinos podem se alimentar inicialmente. O Danio Celeste Perolado parece bastante pacífico, embora possa beliscar algumas vezes. Consequentemente, não pode ser mantido com peixes grandes ou "intimidadores". Danioninas pequenas que exigem condições de água semelhantes seriam uma escolha natural para companhia, pois essas espécies mais ativas proporcionam um bom contraste comportamental e, estando disponíveis em uma ampla gama de cores e padrões, também permitem escolher peixes que combinem com as cores brilhantes do D. margaritatus. Muitas danioninas preferem água levemente ácida, no entanto, manter o pH bastante alto encontrado na bacia do Inle parece uma condição necessária para manter os peixes de lá com sucesso.